# Mogami Tokunai
Mogami Tokunai (最上徳内, 1754 ou 1755 (?) dans la province de Dewa et mort le 14 octobre 1836) est un samouraï japonais, géographe et explorateur.

## Biographie
Né en 1754 ou en 1755 dans la province de Dewa, Mogami Tokunai est le fils d'un fermier ; il croyait descendre d'une haute lignée de samouraïs, mais en dépit de recherches généalogiques poussées, il n'a jamais pu le prouver. En 1781, il quitte son village natal du nord du Japon pour Edo où il étudie l'astronomie, la géographie et la médecine.
Disciple de Honda Toshiaki, il est désigné par celui-ci, soi-disant malade, pour le remplacer dans l'expédition du shogunat Tokugawa vers le nord en 1785. En 1808, lorsqu'une nouvelle expédition vers le nord est envisagée, arguant son grand âge, Honda propose à nouveau que Mogami prenne sa place.
Mogami a exploré et cartographié Hokkaido et Sakhaline et plusieurs des îles Kouriles à partir de 1785-1786. Il y a fait au total huit expéditions. Dans ses rapports au shogunat Tokugawa, il insistait sur la nécessité d'installer des positions fortifiées sur les îles pour défendre les possessions japonaises, mais il était convaincu que gagner la confiance des autochtones aïnous permettrait de faire l'économie de ces investissements.
En 1826, Mogami rencontre Philipp Franz von Siebold qu'il fréquente quotidiennement durant son séjour à Edo : il lui prête des cartes des îles Kouriles et du Kamtchatka, lui enseigne le vocabulaire aïnou, lui raconte ses expéditions et lui offre notamment une collection d'échantillons de bois indigènes du Japon.
Mogami Tokunai est l'auteur du premier dictionnaire aïnou-japonais, traduit en allemand par Siebold.
À Murayama, dans la préfecture de Yamagata, un musée commémore ses hauts faits.